# British Academy Film Awards 1993
Die 46. Verleihung der British Academy Film Awards fand am 21. April 1993 statt. Die Filmpreise der British Academy of Film and Television Arts (BAFTA) wurden in 20 Kategorien verliehen, hinzu kamen vier Spezial- bzw. Ehrenpreis-Kategorien. Erstmals wurde seit 1968 wieder ein Preis in der Kategorie Bester britischer Film vergeben. Die Verleihung zeichnete Filme des Jahres 1992 aus. Gastgeber der Veranstaltung war der britische Schauspieler und Comedian Griff Rhys Jones.
| Film                                             | N  | A |
| ------------------------------------------------ | -- | - |
| Wiedersehen in Howards End                       | 11 | 2 |
| Strictly Ballroom – Die gegen alle Regeln tanzen | 8  | 3 |
| Der letzte Mohikaner                             | 7  | 2 |
| The Crying Game                                  | 7  | 1 |
| Erbarmungslos                                    | 6  | 1 |
| The Player                                       | 5  | 2 |
| Chaplin                                          | 4  | 1 |
| JFK – Tatort Dallas                              | 4  | 2 |
| Batmans Rückkehr                                 | 2  | 0 |
| Die Schöne und das Biest                         | 2  | 0 |
| Ehemänner und Ehefrauen                          | 2  | 1 |
| Grüne Tomaten                                    | 2  | 0 |
| Hear My Song                                     | 2  | 0 |
| Kap der Angst                                    | 2  | 0 |

## Preisträger und Nominierungen
Im Vorfeld der Veranstaltung galten zwar Wiedersehen in Howards End und Strictly Ballroom – Die gegen alle Regeln tanzen mit elf bzw. acht Nominierungen als Favoriten, doch konnte sich kein Film als großer Sieger des Abends durchsetzen. Kein Film gewann mehr als drei Auszeichnungen.

### Bester Film
Wiedersehen in Howards End (Howards End) – Ismail Merchant, James Ivory
Erbarmungslos (Unforgiven) – Clint Eastwood
Strictly Ballroom – Die gegen alle Regeln tanzen (Strictly Ballroom) – Tristram Miall, Baz Luhrmann
The Crying Game – Stephen Woolley, Neil Jordan
The Player – David Brown, Michael Tolkin, Nick Wechsler, Robert Altman

### Bester britischer Film
The Crying Game – Stephen Woolley, Neil Jordan

### Beste Regie
Robert Altman – The Player
Clint Eastwood – Erbarmungslos (Unforgiven)
James Ivory – Wiedersehen in Howards End (Howards End)
Neil Jordan – The Crying Game

### Bester Hauptdarsteller
Robert Downey Jr. – Chaplin
Daniel Day-Lewis – Der letzte Mohikaner (The Last of the Mohicans)
Stephen Rea – The Crying Game
Tim Robbins – The Player

### Beste Hauptdarstellerin
Emma Thompson – Wiedersehen in Howards End (Howards End)
Judy Davis – Ehemänner und Ehefrauen (Husbands and Wives)
Tara Morice – Strictly Ballroom – Die gegen alle Regeln tanzen (Strictly Ballroom)
Jessica Tandy – Grüne Tomaten (Fried Green Tomatoes)

### Bester Nebendarsteller
Gene Hackman – Erbarmungslos (Unforgiven)
Jaye Davidson – The Crying Game
Tommy Lee Jones – JFK – Tatort Dallas (JFK)
Samuel West – Wiedersehen in Howards End (Howards End)

### Beste Nebendarstellerin
Miranda Richardson – Verhängnis (Damage)
Kathy Bates – Grüne Tomaten (Fried Green Tomatoes)
Helena Bonham Carter – Wiedersehen in Howards End (Howards End)
Miranda Richardson – The Crying Game

### Bestes adaptiertes Drehbuch
Michael Tolkin – The Player
Ruth Prawer Jhabvala – Wiedersehen in Howards End (Howards End)
Baz Luhrmann, Craig Pearce – Strictly Ballroom – Die gegen alle Regeln tanzen (Strictly Ballroom)
Zachary Sklar, Oliver Stone – JFK – Tatort Dallas (JFK)

### Bestes Original-Drehbuch
Woody Allen – Ehemänner und Ehefrauen (Husbands and Wives)
Peter Chelsom, Adrian Dunbar – Hear My Song
Neil Jordan – The Crying Game
David Webb Peoples – Erbarmungslos (Unforgiven)

### Beste Kamera
Dante Spinotti – Der letzte Mohikaner (The Last of the Mohicans)
Freddie Francis – Kap der Angst (Cape Fear)
Jack N. Green – Erbarmungslos (Unforgiven)
Tony Pierce-Roberts – Wiedersehen in Howards End (Howards End)

### Bestes Szenenbild
Catherine Martin – Strictly Ballroom – Die gegen alle Regeln tanzen (Strictly Ballroom)
Luciana Arrighi – Wiedersehen in Howards End (Howards End)
Stuart Craig – Chaplin
Wolf Kroeger – Der letzte Mohikaner (The Last of the Mohicans)

### Beste Kostüme
Catherine Martin, Angus Strathie – Strictly Ballroom – Die gegen alle Regeln tanzen (Strictly Ballroom)
Jenny Beavan, John Bright – Wiedersehen in Howards End (Howards End)
Ellen Mirojnick, John Mollo – Chaplin
Elsa Zamparelli – Der letzte Mohikaner (The Last of the Mohicans)

### Beste Maske
Peter Robb-King – Der letzte Mohikaner (The Last of the Mohicans)
Christine Beveridge – Wiedersehen in Howards End (Howards End)
John Caglione Jr., Jill Rockow, Wally Schneiderman – Chaplin
Ve Neill, Stan Winston – Batmans Rückkehr (Batman Returns)

### Beste Filmmusik
David Hirschfelder – Strictly Ballroom – Die gegen alle Regeln tanzen (Strictly Ballroom)
Howard Ashman, Alan Menken – Die Schöne und das Biest (Beauty and the Beast)
John Altman – Hear My Song
Randy Edelman, Trevor Jones – Der letzte Mohikaner (The Last of the Mohicans)

### Bester Schnitt
Joe Hutshing, Pietro Scalia – JFK – Tatort Dallas (JFK)
Jill Bilcock – Strictly Ballroom – Die gegen alle Regeln tanzen (Strictly Ballroom)
Andrew Marcus – Wiedersehen in Howards End (Howards End)
Geraldine Peroni – The Player
Thelma Schoonmaker – Kap der Angst (Cape Fear)

### Beste Tonmischung
Gregg Landaker, Tod A. Maitland, Michael Minkler, Wylie Stateman, Michael D. Wilhoit – JFK – Tatort Dallas (JFK)
Rick Alexander, Les Fresholtz, Alan Robert Murray, Walter Newman, Vern Poore, Rob Young – Erbarmungslos (Unforgiven)
Lon Bender, Doug Hemphill, Chris Jenkins, Simon Kaye, Larry Kemp, Paul Massey, Mark Smith – Der letzte Mohikaner (The Last of the Mohicans)
Antony Gray, Phil Judd, Ian McLoughlin, Ben Osmo, Roger Savage – Strictly Ballroom – Die gegen alle Regeln tanzen (Strictly Ballroom)

### Beste visuelle Effekte
Doug Chiang, Alec Gillis, Michael Lantieri, Ken Ralston, Douglas Smythe, Tom Woodruff Jr. – Der Tod steht ihr gut (Death Becomes Her)
Craig Barron, John Bruno, Michael L. Fink, Dennis Skotak – Batmans Rückkehr (Batman Returns)
Richard Edlund, George Gibbs, Alec Gillis, Tom Woodruff Jr. – Alien 3 (Alien³)
Randy Fullmer – Die Schöne und das Biest (Beauty and the Beast)

### Bester animierter Kurzfilm
Daumier’s Law – Geoff Dunbar, Ginger Gibbons
A Is for Autism – Dick Arnall, Tim Webb
Blindscape – Stephen Palmer
Soho Square – Mario Cavalli, Pam Dennis, Sue Paxton

### Bester Kurzfilm
Omnibus – Anne Bennet, Sam Karmann
A Sense Of History – Simon Channing-Williams, Mike Leigh
Deux ramoneurs chez une cantatrice – Michel Cauléa
Heartsongs – Sue Clayton, Caroline Hewitt

### Bester nicht-englischsprachiger Film
Rote Laterne (大紅燈籠高高掛), Volksrepublik China/Hongkong – Chiu Fu-Sheng, Zhang Yimou
Delicatessen, Frankreich – Marc Caro, Jean-Pierre Jeunet, Claudie Ossard
Die Liebenden von Pont-Neuf (Les amants du Pont-Neuf), Frankreich – Leos Carax, Christian Fechner
Hitlerjunge Salomon, Deutschland/Frankreich/Polen – Artur Brauner, Agnieszka Holland, Margaret Ménégoz

## Spezial- und Ehrenpreise

### Academy Fellowship
- Sydney Samuelson – erster britischer Filmbeauftragter („Film Commissioner“)
- Colin Young – britischer Filmpädagoge, erster Direktor der National Film and Television School

### Herausragender britischer Beitrag zum Kino (Michael Balcon Award)
(Outstanding British Contribution to Cinema)
- Kenneth Branagh – Schauspieler und Regisseur (Henry V., Viel Lärm um nichts)

### Special Award
- Maggie Smith – britische Schauspielerin
- HRH The Princess Royal (Prinzessin Anne)

### Special Award for Craft
- Douglas Slocombe – britischer Kameramann